# Aleurosiphon
Aleurosiphon  (лат.) — род тлей из подсемейства Aphidinae (или Aphidini). Восточная Азия (Китай, Корея, Тайвань, Япония).

## Описание
Мелкие насекомые зеленоватого цвета, длина около 2 мм.
Ассоциированы с однодольными растениям рода Smilax (из семейства Смилаксовые). Диплоидный набор хромосом 2n=8 (Aleurosiphon smilacifoliae).
- Aleurosiphon smilacifoliae (Takahashi, R., 1921)[2]